# Gare de Bolbec - Nointot
Gare de Bolbec - Nointot vasútállomás Franciaországban, Bolbec településen.

## Vasútvonalak
Az állomást az alábbi vasútvonalak érintik:
- Párizs–Le Havre-vasútvonal

## Kapcsolódó állomások
A vasútállomáshoz az alábbi állomások vannak a legközelebb:
- Gare de Bréauté - Beuzeville
- Gare de Foucart - Alvimare